# Bargusin (Ort)
Bargusin (russisch Баргузи́н; burjatisch Баргажан, Bargaschan) ist ein Dorf (selo, früher Stadt) in der Republik Burjatien (Russland) mit 5702 Einwohnern (Stand 14. Oktober 2010).

## Geographie

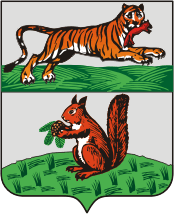
Stadtwappen von Bargusinsk (1790)

Der Ort liegt knapp 250 km Luftlinie nordöstlich der Republikhauptstadt Ulan-Ude und 30 km vom Ostufer des Baikalsees entfernt. Er befindet sich am rechten Ufer des 50 km südwestlich bei Ust-Bargusin in den See mündenden Flusses Bargusin, in nordwestlicher Richtung vom See getrennt durch die mehreren, parallel verlaufenden und dort bis fast 2000 m hohen Kämme des Bargusingebirges.
Bargusin ist Verwaltungssitz des Rajons Bargusinski und Sitz der Landgemeinde Bargusinskoje selskoje posselenije, zu der neben Bargusin noch die Dörfer Nestericha und Schapenkowo gehören.

## Geschichte
1648 ließ der Kosakenataman Iwan Galkin, auch Gründer von Kansk und Ust-Kut, an Stelle des heutigen Ortes den Bargusinski ostrog errichten. 1783 erhielt der Ort als Bargusinsk die Stadtrechte als Verwaltungssitz eines Ujesds. Die Verwaltungsfunktion verlor die Stadt 1822, später auch zunehmend ihre wirtschaftliche Bedeutung, insbesondere durch den weitaus südlicheren Verlauf der Transsibirischen Eisenbahn, die um die Wende zum 20. Jahrhundert um den Baikalsee herumgeführt wurde. Im Verlauf des 19. Jahrhunderts bürgerte sich die heutige Namensform ein.
Seit 1923 ist der Ort Zentrum eines Rajons, verlor aber 1927 die Stadtrechte und erhielt den Status eines Dorfes. Zwischen 1973 und 2004 war Bargusin Siedlung städtischen Typs.

### Bevölkerungsentwicklung
| Jahr | Einwohner |
| ---- | --------- |
| 1897 | 1378      |
| 1926 | 2278      |
| 1939 | 2920      |
| 1959 | 3921      |
| 1970 | 4842      |
| 1979 | 5408      |
| 1989 | 6151      |
| 2002 | 6164      |
| 2010 | 5702      |

Anmerkung: Volkszählungsdaten

## Verkehr
Bargusin liegt an der Regionalstraße R438, die von Ulan-Ude über Turuntajewo kommend bei Gremjatschinsk den Baikalsee erreicht, dessen Ostufer und dann ab Ust-Bargusin dem rechten Ufer des Bargusin aufwärts folgt. In nordöstlicher Richtung führt die Straße von Bargusin weiter flussaufwärts bis ins benachbarte, etwa 90 km entfernte Rajonzentrum Kurumkan. Der Ort besitzt einen kleinen Flugplatz (ICAO-Code UI08).